# Saint-Laurent (Chalon-sur-Saône)

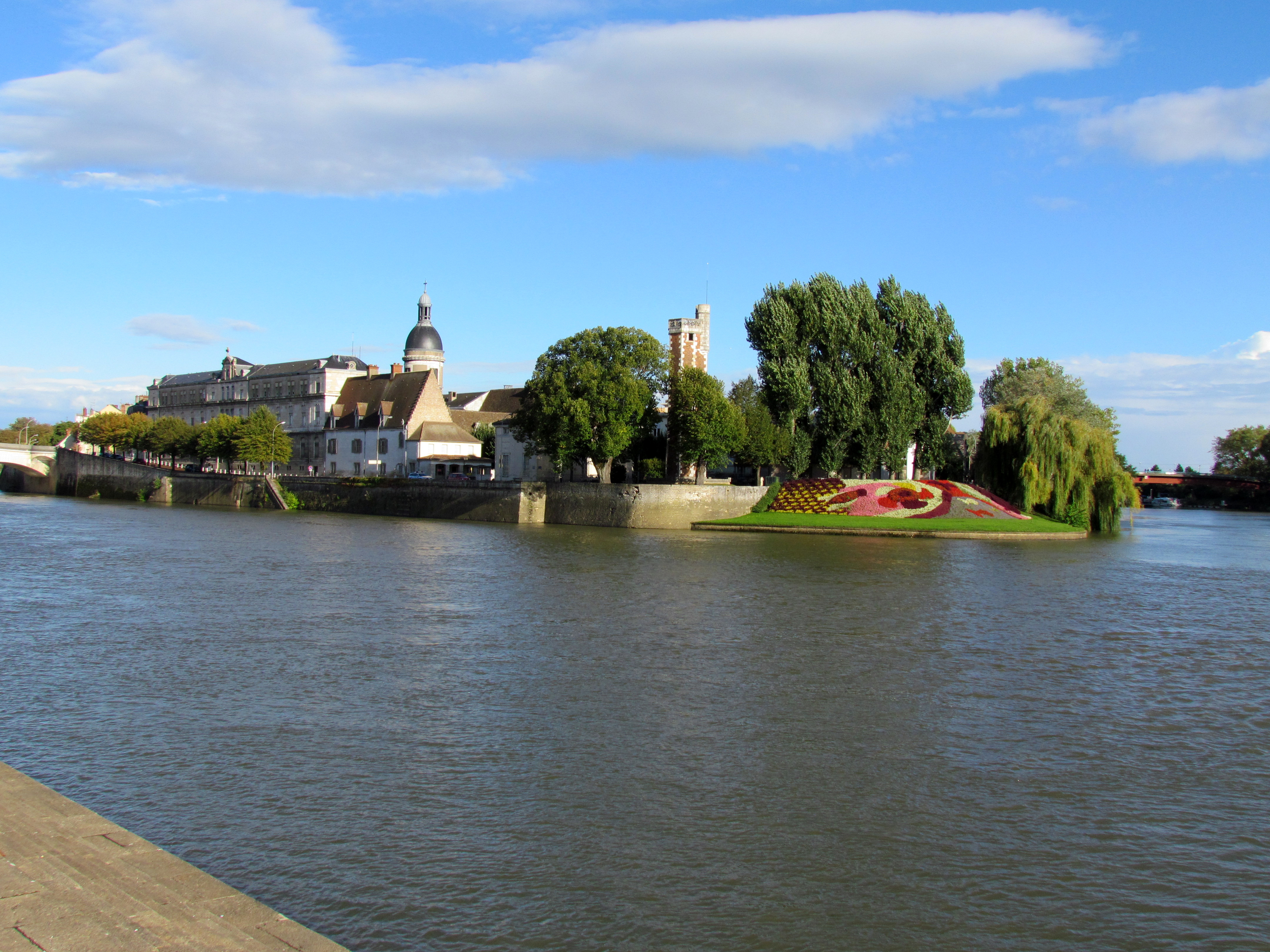
Het eiland Saint-Laurent in de Saône

Saint-Laurent is een riviereiland in de Franse stad Chalon-sur-Saône. Het eiland van tien hectare ligt in de rivier Saône en maakt onderdeel uit van het historisch centrum van de stad. Het eiland is door de pont Saint-Laurent verbonden met dit historisch centrum en door twee andere bruggen met de rest van de stad.

## Opmerkelijke gebouwen
- De tour du Doyenné, een belfort dat oorspronkelijk een onderdeel vormde van het huis van de deken van het kapittel van de kathedraal. In 1907 werd deze toren gedemonteerd en opgeslagen in Parijs. De toren werd opgekocht door de Amerikaanse zakenman en kunstliefhebber Frank Jay Gould, die hem op het eiland liet heropbouwen.
- Het voormalig ziekenhuis, uit dienst genomen in 2011.
- Jachthaven, aan de rivierarm Génise.